# Dolina Huciańska

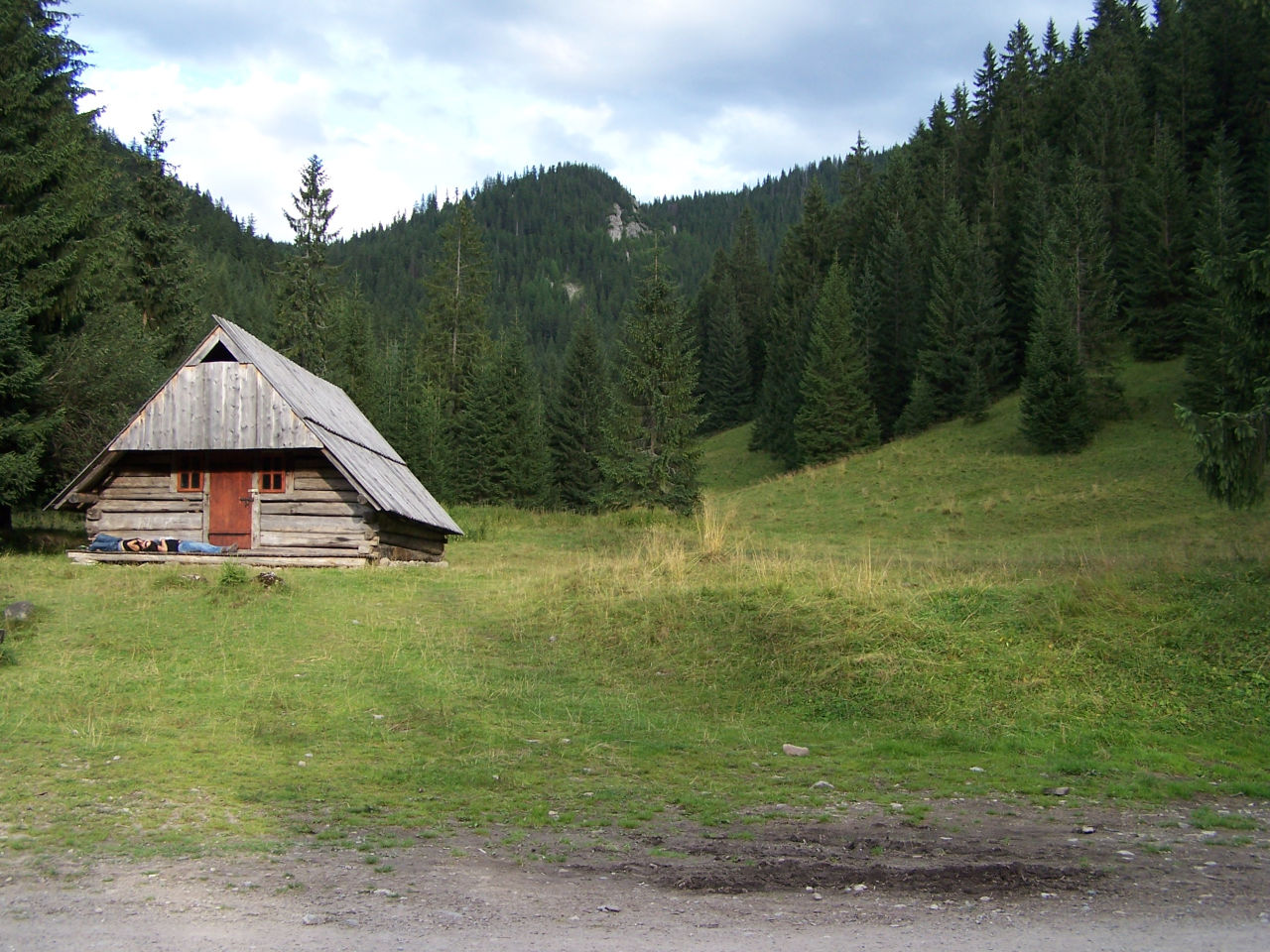
Alm Polana Huciska

Die eiszeitlich durch Gletscher geformte Dolina Huciańska ist ein Tal in der polnischen Westtatra in der Woiwodschaft Kleinpolen. Es befindet sich auf dem Gemeindegebiet von Kościelisko im Powiat Tatrzański.

## Geographie
Das Tal ist ein  Seitental des Haupttals Dolina Chochołowska. 
Durch das Tal fließt der Gebirgsbach Huciańska Woda.

## Etymologie
Der Name lässt sich übersetzen als „Tal der Hütte“. Der Name kommt von der ehemaligen Eisenhütte im Tal.

## Flora und Fauna
Das Tal liegt  unterhalb der Baumgrenze und wird von Nadelwald bewachsen. Das Tal ist Rückzugsgebiet für zahlreiche Säugetiere und Vogelarten.

## Klima
Im Tal herrscht Hochgebirgsklima.